# Packard Hawk
Packard Hawk – luksusowy samochód sportowy amerykańskiej marki Packard produkowany w 1958 roku modelowym przez Studebaker-Packard Corporation jako bliźniaczy model samochodu Studebaker Golden Hawk. Był jednym z ostatnich modeli marki, wyprodukowano ich 588 sztuk. Napędzany był silnikiem V8 o pojemności 4,7 l ze sprężarką.

## Historia modelu
Packard Hawk zadebiutował w listopadzie 1957 roku i był jednym z ostatnich modeli Packarda, zaprezentowanych na 1958 rok modelowy, przed zamknięciem marki w tym roku. Jego powstanie związane było z zamknięciem własnej fabryki Packarda w 1956 roku i oparciem nowej gamy samochodów tej marki na modelach wykupionej przez nią firmy Studebaker. Packard Hawk (jastrząb) stanowił luksusowy samochód o charakterze sportowym, będący sztandarowym modelem Packarda w ostatnim roku, i nie miał wcześniej bezpośredniego odpowiednika w gamie tej marki. Jego konstrukcja oparta była na sportowym modelu Studebaker Golden Hawk, który zadebiutował w 1956 roku, lecz bazował w zasadniczym kształcie na projekcie z 1953 roku studia Raymonda Loewy′ego. Produkowany był w tych samych zakładach Studebakera w South Bend w Indianie.
Jedynym produkowanym wariantem nadwozia był dwudrzwiowy hardtop coupé. Od modelu Studebakera odróżniał go przede wszystkim inny pas przedni, z charakterystycznym dla Packardów ostatniego roku produkcji obniżonym nosem ze spłaszczonym wlotem powietrza na całą szerokość i kratką atrapy chłodnicy wewnątrz. Nad wlotem powietrza był napis firmowy PACKARD dużymi literami i emblemat jastrzębia w okręgu, typowy dla serii Hawk. Wydłużony nos i maska wykonane były z włókna szklanego. Zachowano natomiast ze Studebakera wystające pojedyncze reflektory na przedłużeniu błotników. Charakterystycznym detalem były nieco inne światła postojowe – kierunkowskazy w uskrzydlonych chromowanych „rakietkach” wolno stojących na błotnikach. Stylistyka przedniej części, określana w literaturze jako „pysk ryby”, była jednak kontrowersyjna i w literaturze bywa krytykowana jako nieudana.
Samochód odróżniały też od Studebakera luksusowe detale, jak skórzana tapicerka, sięgająca na górną powierzchnię otworów podokiennych, fałszywe wybrzuszenie na koło zapasowe w stylu Continental na klapie bagażnika, oraz złote malowanie płetw tylnych. Formalnie samochód był pięciomiejscowy, lecz na przedniej kanapie z dwoma oddzielnymi oparciami mieściły się trzy osoby, natomiast wygodnie podróżowały nim cztery osoby, z rozłożonym podłokietnikiem na tylnej kanapie. Chwalona była deska przyrządów i ich rozmieszczenie, a ogólnie wnętrze samochodu było przyrównywane do prestiżowych europejskich modeli sportowych. Prowadzenie się samochodu było dobrze ocenianie i dzięki ulepszeniom podwozia, lepsze niż Golden Hawka z poprzedniego roku.
Napęd stanowił ten sam co w Studebakerze Golden Hawk silnik V8 o pojemności 289 cali sześciennych (4,7 l) z doładowaniem Jet Stream Supercharger, osiągający moc 275 KM. Wyposażony był w sprężarkę VS57 firmy McCulloch. Napęd przenoszony był na tylne koła przez automatyczną skrzynię biegów Flightomatic, ewentualnie opcjonalnie dostępna była bez dopłaty trzybiegowa skrzynia manualna z nadbiegiem. Wśród wyposażenia dodatkowego były między innymi radio (80 dolarów), klimatyzacja (325 dolarów), elektrycznie podnoszone szyby, elektrycznie regulowane fotele, wspomaganie kierownicy i wspomaganie hamulców. Samochód miał kod fabryczny modelu: 58LSK9, w ramach 58. serii Packarda.
Bazowa cena samochodu wynosiła 3995 dolarów i był on najdroższym samochodem Packarda w ostatnim roku produkcji (dla porównania, Studebaker Golden Hawk z takim samym silnikiem kosztował 3282 dolary). Packard Hawk nie zdobył jednak popularności i łącznie do zakończenia produkcji w połowie 1958 roku powstało tylko 588 samochodów, co stanowiło 22,4% produkcji Packarda w ostatnim roku. Samochód miał co prawda pozytywne recenzje i wyniki testów w amerykańskiej prasie motoryzacyjnej, lecz ukazały się one dopiero wiosną 1958 roku, już po decyzji o zakończeniu produkcji. Warto zaznaczyć jednak, że Golden Hawków z tego rocznika powstało niewiele więcej – 878, a sprzedaż większości samochodów w tym roku była zmniejszona z uwagi na recesję. W tym roku zadebiutował jednak również czteromiejscowy model Forda Thunderbirda, który pomimo niewiele niższej ceny (3631 dolarów), osiągnął aż 60 razy lepsze wyniki sprzedaży.
Obecnie samochód ma status klasyka i na rynku kolekcjonerskim w 2021 roku jego cena w dobrym stanie wynosiła ok. 43 tysięcy, a w doskonałym 98 tysięcy dolarów (z powojennych Packardów mniej tylko od kabrioletu Caribbean).

## Dane techniczne
Napęd:
- Silnik: gaźnikowy Packard 289 z doładowaniem sprężarką, V8, OHV, chłodzony cieczą, umieszczony podłużnie z przodu, napędzający koła tylne[1]
- Pojemność skokowa: 289 cali sześciennych (ok. 4736 cm³)
- Średnica cylindra × skok tłoka: 90,4 × 92,2 mm (3,56" × 3,63")[1]
- Moc maksymalna (brutto): 275 KM (202 kW) przy 4800 obr./min[1]
- Maksymalny moment obrotowy: 333 stopofunty (451 Nm) przy 3200 obr./min[1]
- Stopień sprężania: 7,8:1[1]
- Gaźnik: dwugardzielowy[2]
- Skrzynia przekładniowa automatyczna Flightomatic (opcjonalnie manualna z nadbiegiem)[1]
- Przekładnia główna: o przełożeniu 3,31:1 (skrzynia automatyczna) lub 4,09:1 (skrzynia z nadbiegiem, opcjonalnie 3,92:1 lub 4,27:1)[1]
- Instalacja elektryczna: 12 V[1]
- Zapłon: elektryczny, kluczykowy[1]

Układ jezdny:
- Podwozie: rama nośna
- Zawieszenie przednie: niezależne, resorowane sprężynami, teleskopowe amortyzatory hydrauliczne podwójnego działania[1]
- Zawieszenie tylne: sztywna oś na podłużnych resorach półeliptycznych, 5-piórowych, teleskopowe amortyzatory hydrauliczne podwójnego działania[1]
- Hamulce przednie i tylne bębnowe ze wspomaganiem[1]
- Ogumienie: diagonalne bezdętkowe o wymiarach 8,00-14[1]
- Rozstaw kół przód/tył: 1450/1425 mm[1]
- Średnica zawracania: 12–12,5 m[1]

Dane eksploatacyjne:
- Prędkość maksymalna: ok. 174 km/h (według testów, licznikowa 185 km/h)[7]
- Przyspieszenie 0–96 km/h: 9,2 s[7]